# Пожела, Юрас (политик)
Юрас Пожела (лит. Juras Požela; 12 апреля 1982, Вильнюс, Литовская ССР — 16 октября 2016, Вильнюс, Литва) — литовский государственный деятель, министр здравоохранения (2016), член сейма Литвы.

## Биография
В 2004 г. окончил факультет коммуникации Вильнюсского университета c присуждением степени бакалавра, в 2006 г. получил степень магистра журналистики. В 2003 г. стажировался в Saxion Hogeschool Ijselland (Нидерланды).
В 2000 г. вступил в Социал-демократическую партию Литвы, в 2003 г. вошел в состав ее правления, возглавив молодежное отделение. Также являлся членом ECOSY.
С 2003 по 2012 г. избирался членом Вильнюсского городского совета.
До августа 2010 г. работал директором Департамента по делам молодежиминистерства социального обеспечения и труда Литвы.
Три срока он отработал в Вильнюсском городском совете, исполнял обязанности директора департамента по делам молодежи.
В 2012 году был избран в Сейм, вошел в состав комитета по здравоохранению, одновременно был членом Европейского комитета (2012—2013).
С марта 2015 г. являлся заместителем председателя Социал-демократической партии.
В марте 2016 года он стал министром здравоохранения.
На выборах 2016 г., уже находясь в клинике он был избран в Сейм в многомандатном округе. Политика оценивали как одного из самых ярких молодых представителей партии социал-демократов.
Скончался в больнице от острого панкреатита. У него остались жена и двухлетний сын.